# Heterospila fulgurea
Heterospila fulgurea är en fjärilsart som beskrevs av Achille Guenée 1852. Heterospila fulgurea ingår i släktet Heterospila och familjen nattflyn. Inga underarter finns listade i Catalogue of Life.